# Eurocaprail
| Eurocaprail              | Eurocaprail          |
| ------------------------ | -------------------- |
| Streckenlänge:           | 397 km               |
| Spurweite:               | 1435 mm (Normalspur) |
| Streckengeschwindigkeit: | 160 (Belgien) km/h   |
|                          |                      |

Die Eurocaprail ist eine Magistrale für Hochgeschwindigkeitszüge zwischen Brüssel und Straßburg über Luxemburg. Sie ist TEN-V-Projekt 28. Die Strecke ist 397 km lang.

## Abschnitte
Die Strecke besteht aus vier Teilen:

### Belgien
Zwischen Brüssel und der Luxemburger Westgrenze werden die Altbaustrecken Brüssel–Namur und Namur–Arlon auf eine Höchstgeschwindigkeit von 160 km/h ausgebaut und die Modernisierung einiger Bahnhöfe vorangetrieben. Baubeginn war 2007, bis Dezember 2015[veraltet] soll das Projekt abgeschlossen werden. Die Gesamtkosten betragen voraussichtlich 604 Mio. Euro.

### Luxemburg
Es ist eine Modernisierung der Bahnstrecke Arlon–Luxemburg von der belgischen Grenze bis zum Bahnhof Luxemburg vorgesehen. Im Süden soll die bestehende Bahnstrecke Metz–Luxemburg durch eine Neubaustrecke zwischen der Hauptstadt und dem Ort Bettembourg teilweise ersetzt werden sowie der dortige Bahnhof ausgebaut werden. Baubeginn war im Februar 2011. Die geplanten Gesamtkosten betragen 430 Mio. Euro.

### Frankreich
Die beiden Abschnitte in Frankreich gehören zur Hochgeschwindigkeitsstrecke LGV Est européenne und sind Teil der EU-Verkehrsprojekte 4 und 17.  Die 100 km lange Strecke zwischen Luxemburg und dem neuen Bahnknoten in Baudrecourt ist Teil des TEN-V-Projekts 4.
Von Baudrecourt bis Vendenheim (bei Straßburg) ist eine Neubaustrecke gebaut worden. Der Baubeginn für diesen zweiten Abschnitt der LGV Est européenne (TEN-V-Projekt 17) war im August 2010. Die Fertigstellung war für April 2016 geplant, aufgrund eines Unfalls während der Testphase wurde die Strecke jedoch erst zum Fahrplanwechsel am 11. Dezember 2016 eröffnet. Die geplanten Gesamtkosten betragen 94 Mio. Euro.